# Villebéon
Villebéon est une commune française située dans le département de Seine-et-Marne en région Île-de-France.

## Géographie

### Localisation
La commune de Villebéon se situe au sud du département de Seine-et-Marne, près de la limite avec le département bourguignon de l'Yonne.

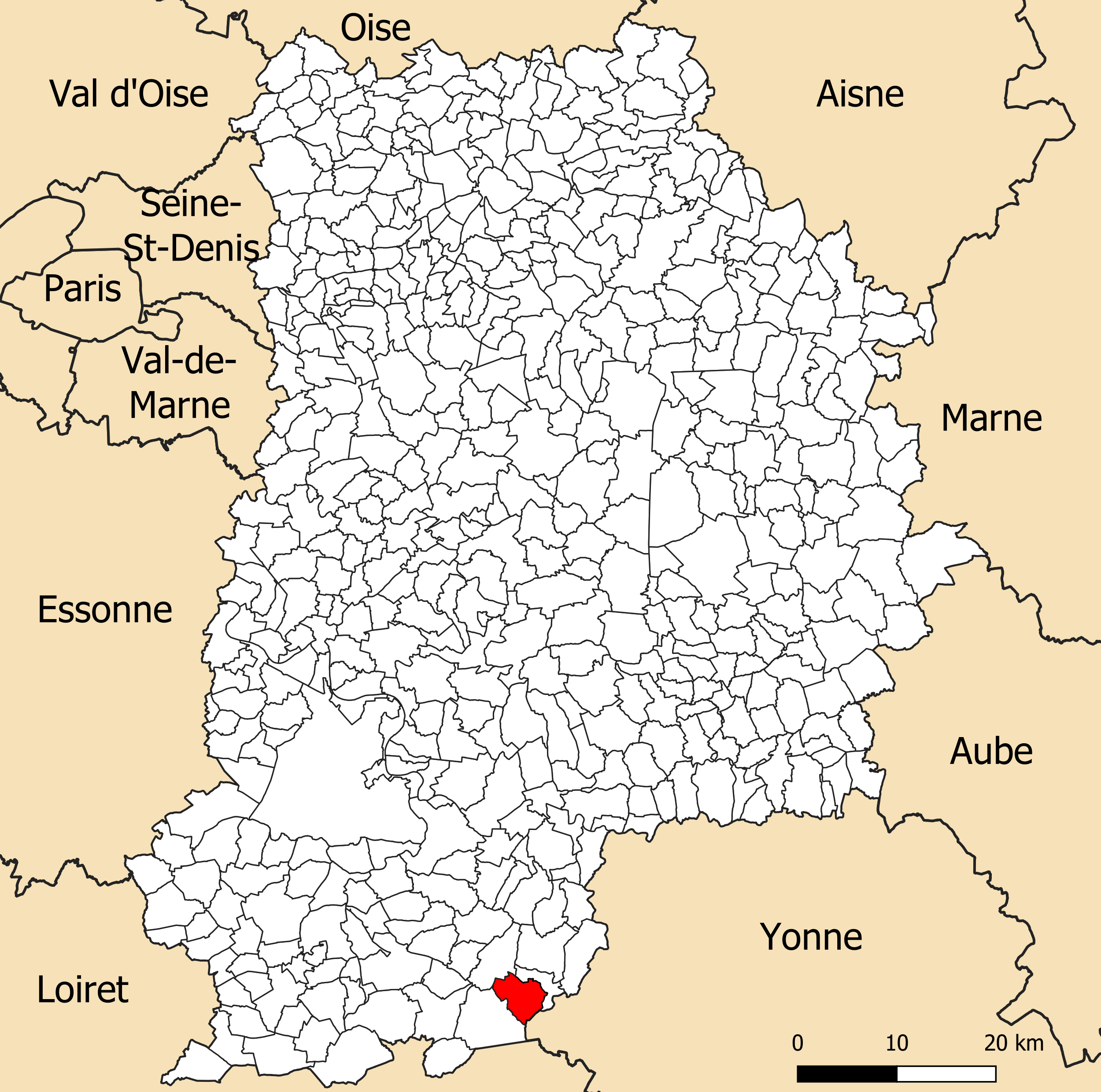
Localisation de la commune de Villebéon dans le département de Seine-et-Marne.

Le village se situe à environ 20 kilomètres par la route départementale 225 à l'est de Nemours et environ 24 km à l'ouest de Sens.

### Communes limitrophes
| Lorrez-le-Bocage-Préaux |           | Vaux-sur-Lunain |
|                         | Villebéon |                 |
| Égreville               |           | Jouy (Yonne)    |

### Géologie et relief
La commune est classée en zone de sismicité 1, correspondant à une sismicité très faible. L'altitude varie de 103 mètres à 152 mètres pour le point le plus haut, le centre du bourg se situant à environ 145 mètres d'altitude (mairie).

### Hydrographie
Il n'existe aucun réseau hydrographique de surface.

### Climat
Pour des articles plus généraux, voir Climat de l'Île-de-France et Climat de Seine-et-Marne.
En 2010, le climat de la commune est de type climat océanique dégradé des plaines du Centre et du Nord, selon une étude du CNRS s'appuyant sur une série de données couvrant la période 1971-2000. En 2020, Météo-France publie une typologie des climats de la France métropolitaine dans laquelle la commune est exposée à un climat océanique altéré et est dans la région climatique Nord-est du bassin Parisien, caractérisée par un ensoleillement médiocre, une pluviométrie moyenne régulièrement répartie au cours de l’année et un hiver froid (3 °C).
Pour la période 1971-2000, la température annuelle moyenne est de 10,8 °C, avec une amplitude thermique annuelle de 15,7 °C. Le cumul annuel moyen de précipitations est de 711 mm, avec 11,7 jours de précipitations en janvier et 7,9 jours en juillet. Pour la période 1991-2020, la température moyenne annuelle observée sur la station météorologique la plus proche, située sur la commune de La Brosse-Montceaux à 16 km à vol d'oiseau, est de 12,0 °C et le cumul annuel moyen de précipitations est de 652,9 mm,. Pour l'avenir, les paramètres climatiques de la commune estimés pour 2050 selon différents scénarios d'émission de gaz à effet de serre sont consultables sur un site dédié publié par Météo-France en novembre 2022.

### Milieux naturels et biodiversité
Aucun espace naturel présentant un intérêt patrimonial n'est recensé sur la commune dans l'inventaire national du patrimoine naturel,,.

## Urbanisme

### Typologie
Au 1er janvier 2024, Villebéon est catégorisée commune rurale à habitat dispersé, selon la nouvelle grille communale de densité à sept niveaux définie par l'Insee en 2022.
Elle est située hors unité urbaine. Par ailleurs la commune fait partie de l'aire d'attraction de Paris, dont elle est une commune de la couronne,. Cette aire regroupe 1 929 communes,.

### Lieux-dits et écarts
La commune compte 113 lieux-dits administratifs répertoriés consultables ici dont Passy au sud-ouest de Villebéon, Vauredennes au sud-est, et les Granges.

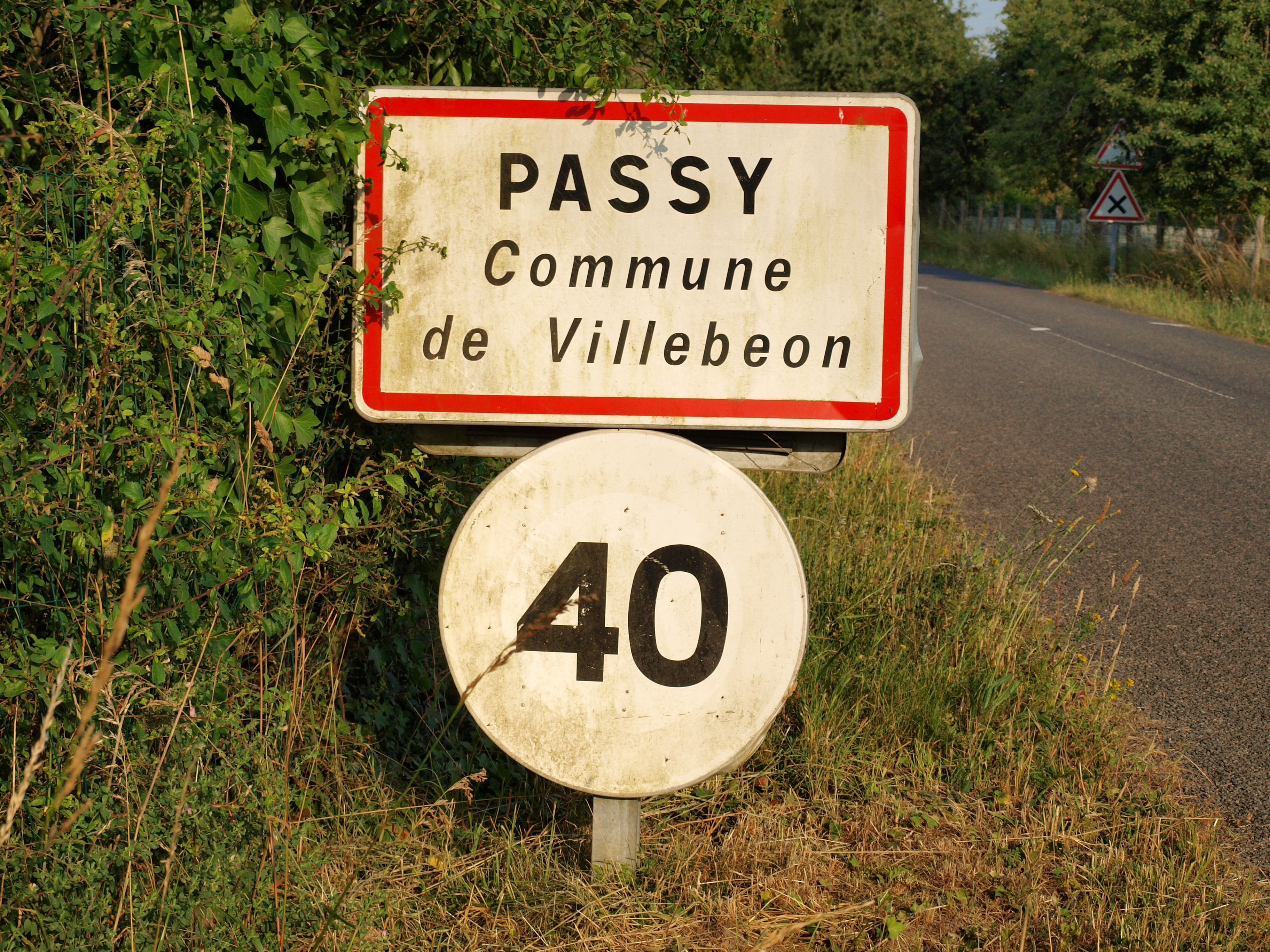
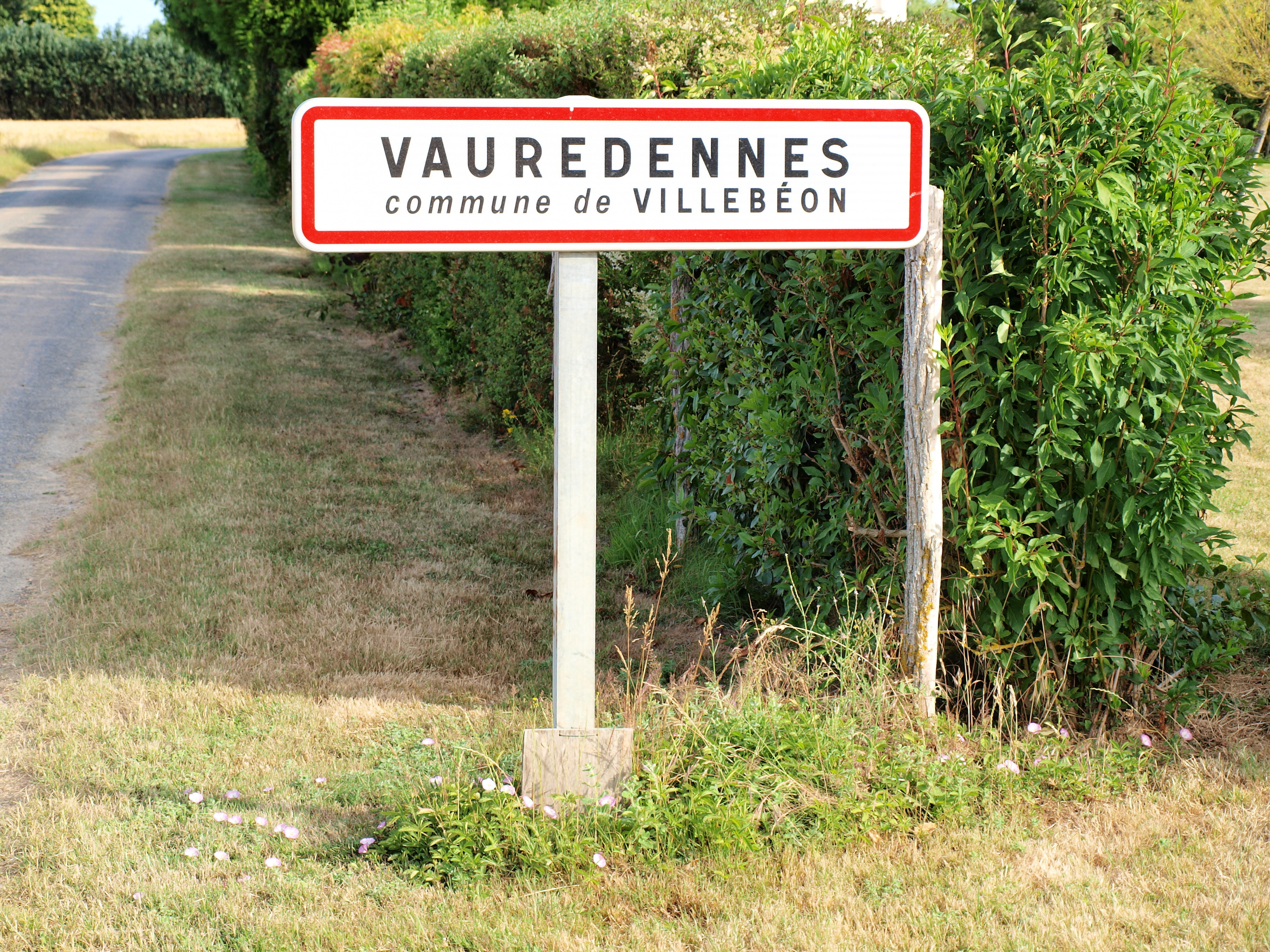

.

### Occupation des sols
L'occupation des sols de la commune, telle qu'elle ressort de la base de données européenne d’occupation biophysique des sols Corine Land Cover (CLC), est marquée par l'importance des territoires agricoles (69,5 % en 2018), en diminution par rapport à 1990 (70,6 %). La répartition détaillée en 2018 est la suivante :
terres arables (67,1%), forêts (27,6%), zones urbanisées (2,9%), zones agricoles hétérogènes (2,4 %).
Parallèlement, L'Institut Paris Région, agence d'urbanisme de la région Île-de-France, a mis en place un inventaire numérique de l'occupation du sol de l'Île-de-France, dénommé le MOS (Mode d'occupation du sol), actualisé régulièrement depuis sa première édition en 1982. Réalisé à partir de photos aériennes, le Mos distingue les espaces naturels, agricoles et forestiers mais aussi les espaces urbains (habitat, infrastructures, équipements, activités économiques, etc.) selon une classification pouvant aller jusqu'à 81 postes, différente de celle de Corine Land Cover,,. L'Institut met également à disposition des outils permettant de visualiser par photo aérienne l'évolution de l'occupation des sols de la commune entre 1949 et 2018.

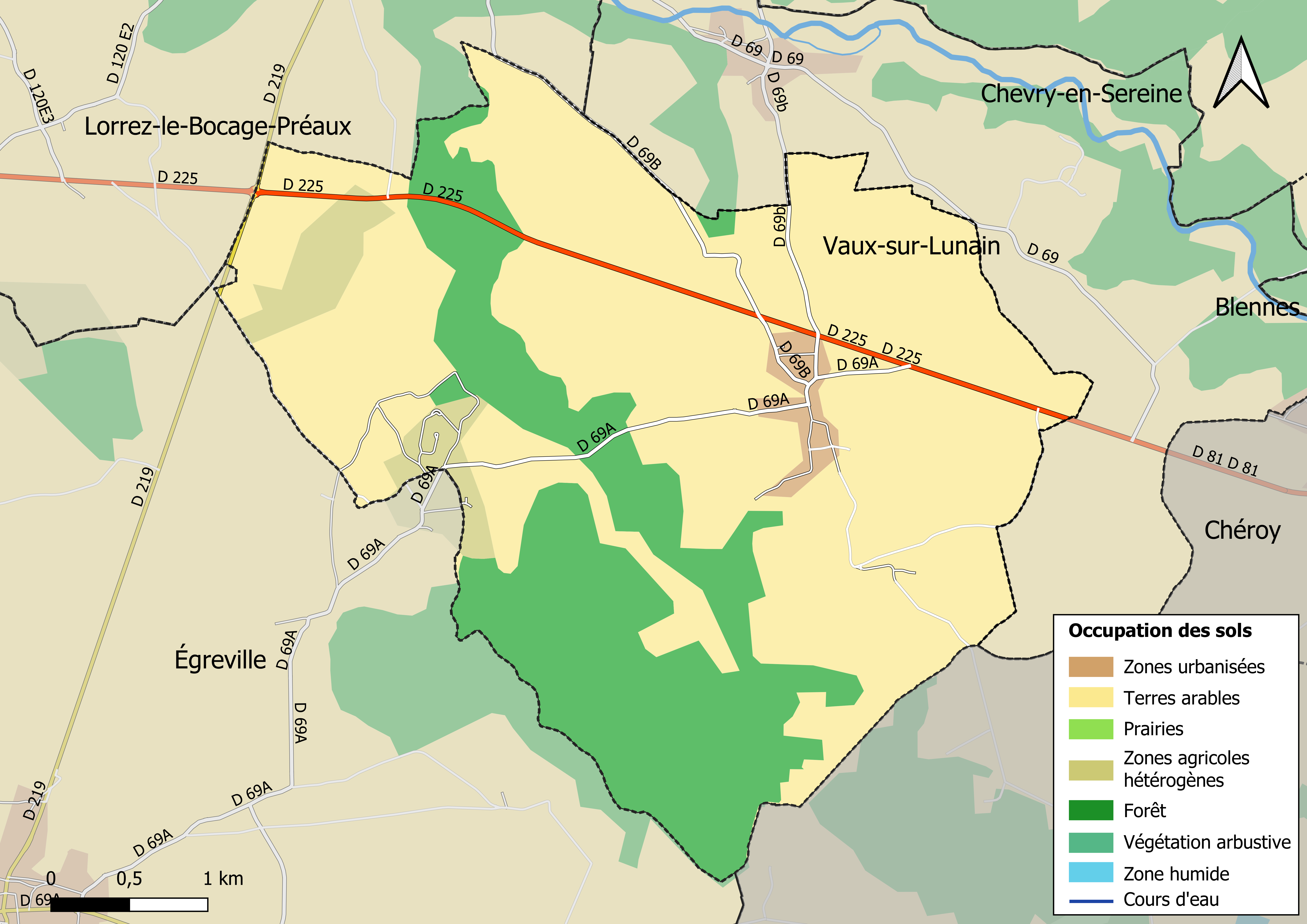
Carte des infrastructures et de l'occupation des sols en 2018 (CLC) de la commune.
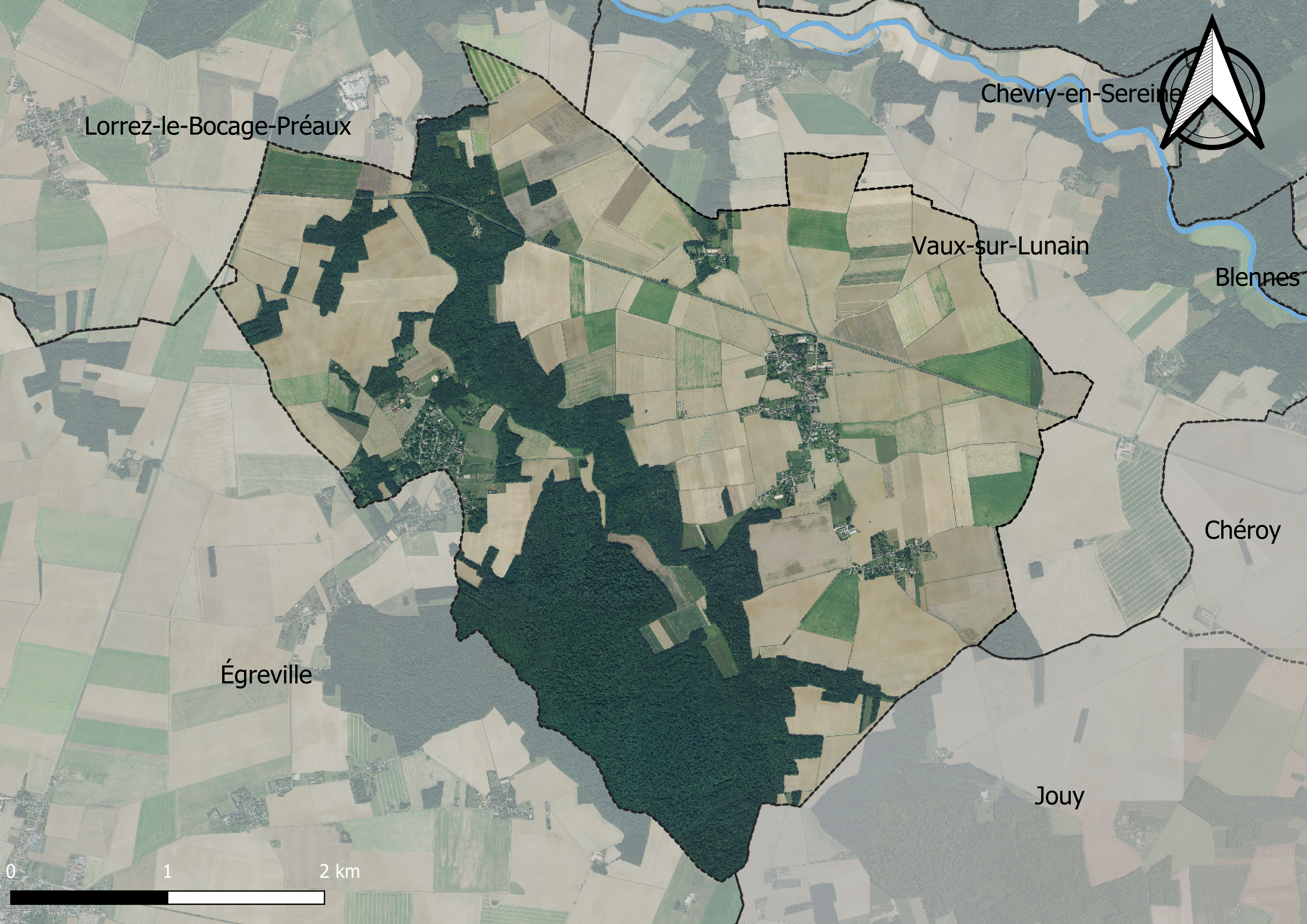
Carte orhophotogrammétrique de la commune.

### Planification
La loi SRU du 13 décembre 2000 a incité les communes à se regrouper au sein d’un établissement public, pour déterminer les partis d’aménagement de l’espace au sein d’un SCoT, un document d’orientation stratégique des politiques publiques à une grande échelle et à un horizon de 20 ans et s'imposant aux documents d'urbanisme locaux, les PLU (Plan local d'urbanisme). La commune est dans le territoire du SCOT Nemours Gâtinais, approuvé le 5 juin 2015 et porté par le syndicat mixte d’études et de programmation (SMEP) Nemours-Gâtinais.
La commune, en 2019, avait engagé l'élaboration d'un plan local d'urbanisme.

### Logement
En 2016, le nombre total de logements dans la commune était de 239 dont 100 % de maisons.
Parmi ces logements, 73,6 % étaient des résidences principales, 19,3 % des résidences secondaires et 7,1 % des logements vacants.
La part des ménages fiscaux propriétaires de leur résidence principale s'élevait à 91,4 % contre 6,3 % de locataires et 2,3 % logés gratuitement.

### Voies de communication et transports

#### Transports
La commune est desservie par la ligne d’autocars No 19 (Blennes – Égreville) du réseau de bus Vallée du Loing - Nemours.

## Toponymie
"Béon" serait le nom d'un seigneur du lieu, à la chevelure brune, venant de « bai » (désignant à la fois la couleur des cheveux et celle de la robe des chevaux).

## Histoire
Le 1er seigneur notable de Villebéon fut Gauthier de Villebéon et La Chapelle, marié vers 1150 avec Aveline de Château-Landon, dame de Nemours,. Gautier Ier, né vers 1125 et † en 1205, était issu des Le Riche, seigneurs de Beaumont-en-Gâtinais, Villemomble, La Chapelle et Tournanfuye, et il avait probablement pour frère l'archevêque Étienne, † 1173, et de Josselin III/Adam Ier de Beaumont, père d'Adam II de Beaumont ; probable fils de Josselin II Le Riche de Beaumont et de Hesceline Haran, il participa à la Deuxième croisade, fut Grand-chambellan et homme de confiance des rois Louis VII et Philippe Auguste ; il fut seigneur de Nemours du chef de sa femme Aveline, et le vrai fondateur de cette ville où il éleva le château.
Quant à la seigneurie de Villebéon, lui arriva-t-elle aussi par sa femme Aveline, Villebéon étant proche de Nemours, à une dizaine de km au sud-est ? En fait il semble que c'est plutôt par sa mère, probablement Hesceline Haran du Bignon, que Gauthier tenait Villebéon. Le territoire de Villebéon se divisait alors en deux fiefs. Le premier, du côté du hameau du Pacy, faisait partie de l'archevêché de Sens. En 1171 l'ermite Foubert y fonda une chapelle, devenue depuis une grange, et dont les desservants furent à l'origine de la création du couvent du Jard près de Melun. Le deuxième fief incluait le village de Villebéon, le hameau des Granges et le bois de Villeniard. Il fut apporté en dot par Garcile, peut-être une fille du seigneur de Chevry (Chevry, Chevry ?), à Gautier (Haran) du Bignon qui vivait en 1120. Ce couple eut deux fils, Hugues et Orson qui se partagèrent les seigneuries de Bignon et de Villebéon en partie ; et une fille, ladite Hesceline donc, qui aurait hérité de la majeure partie du fief de sa mère et qui fut probablement la mère dudit Gautier de Villebéon (en tant que fils cadet il aurait été prénommé comme son grand-père maternel ; son frère aîné serait Adam Ier/Josselin III de Beaumont-du-Gâtinais comme on l'a dit plus haut). En mars 1190 Gautier de Villebéon fonda un autel dans l'ermitage de Pacy avant le départ de son fils aîné Philippe pour la croisade. 
Le Grand-chambellan Gauthier donna cette terre en héritage à son fils cadet Gauthier II le Jeune (aussi Grand-chambellan, gratifié par le roi Philippe des fiefs normands d'Heuqueville et Fontaine-Guérard ; † vers 1220 croisé en Syrie, époux d'Elisabeth/Isabelle de Mondreville : Mondreville ? ; → Son frère aîné Philippe Ier de Villebéon-Nemours continua les sires de Nemours : voir à cet article les autres membres de la fratrie de Philippe et Gautier), d'où la suite des sires de Villebéon,, La Chapelle et Tournanfuye.
- Gautier II le Jeune légua ses biens à son fils Adam Ier (vers 1185-1235 ; aussi Grand-chambellan : cette fonction semblait devenue pratiquement héréditaire chez les Villebéon, qui reçurent alors le surnom le Chambellan, ou la Chambellane pour les femmes ; aussi seigneur de Bagnaux : Bagneaux-sur-Loing ou plutôt Bagneaux à Ozouer-le-Repos ?, mais la famille aura aussi Bagneux-la-Fosse au comté de Tonnerre, aux marges de la Bourgogne et de la Champagne : à moins qu'il s'agisse d'un seul fief, auquel cas c'est Bagneux-la-Fosse, avéré dans les possessions des descendants Dreux-Beu (voir plus bas le mariage d'Isabelle fille d'Adam II de Villebéon) < Robert III puis < Hellenvilliers d'Avrilly ; Adam Ier a un frère : → Mathieu (Ier) dit le Chambellan, co-seigneur de Villebon, aussi † vers 1220 en Syrie avec son père Gautier II). Adam épousa 1° 1205 Isabelle, † 1214, fille de Guillaume III de Tancarville, puis 2° 1215 Elisabeth, † 1254, fille de Mathieu de Montmaur, d'où :
  - du 2e lit : - Mathieu II, † 1270, x 1° Philipotte, d'où Mathieu III, † vers 1292/1300, qui épouse Isabelle, fille du Grand-chambellan Pierre de La Broce (À sa mort en 1270, Matthieu II était endetté. Matthieu III, son fils, dut vendre sa part de la seigneurie à son cousin Gautier IV), et - Adam III, † 1274 (il est plausible qu'il ait eu une descendance menant aux sires de Beaubourg : Marie dame de Beaubourg et Clotomont, fille de Nicolas Braque, épouse en effet avec postérité Pierre de Villebéon, descendant probable d'Adam III[29]) ;
  - du 1er lit : - Gautier III (1206-vers 1240 ; x 1228 Alix, † 1245, fille d'Hervé II de Vierzon, remariée vers 1243 à Gérard III de Picquigny vidame d'Amiens) ; - Pierre (Grand-chambellan, sire de Bagnaux, † 1271 à Tunis lors de la Croisade) ; - Adam II (vers 1207-1264 ; seigneur du Mesnil-Aubry et/ou du Mesnil-Amelot ; x vers 1240/1245 Alix, sans doute fille d'Anseau IV de Garlande de La Houssaye de Tournan) ; - Isabelle la Chambellane († 1265 ; dame de La Chapelle et de Bagnaux au comté de Tonnerre, x Mathieu de Montmirail qui † en 1262 sans postérité) ; - Marguerite/Helvide († 1274 ; x Jean Britaut de Nangis, † 1278, Grand-panetier, connétable de Sicile pour le roi Charles : Postérité). Postérité de Gautier III et Adam II :
    - Gautier III et Alix de Vierzon ont un fils : Gautier IV, † vers 1290, sire de Villebéon, Tournanfuye, Heuqueville, Fontaine-Guérard, x 1255 Eléonore, fille d'Adam III de Melun et Comtesse de Sancerre, d'où : - Marguerite, dame de Villebéon et Tournanfuye ci-dessous, et - Eléonore de Villebéon, dame d'Heuqueville et Fontaine-Guérard, x 1275 Aubert V d'Hangest de Genlis : Postérité
    - Adam II et Alix de Garlande ont une fille, Isabelle de Villebéon (1240-av. 1282), qui transmet La Chapelle, Bagnaux au comté de Tonnerre (et l'autre Bagnaux, en Seine-et-Marne ?) à son mari, épousé vers 1262, le Capétien Robert de Dreux vicomte de Beu, † 1265 : Postérité, Henri IV, Diane de Poitiers, Catherine de Médicis ou Louis XV en descendent ; veuve, Isabelle se remarie peut-être avec Renaud Ier de Dargies, † 1269.

Marguerite de Villebéon épousa Thibaud de Bommiers sire de Blaison, Mirebeau et Montfaucon, qui reçut les terres de Villebéon et Tournanfuye en dot. Leurs filles furent Marguerite (x Jean V de Pierrepont, comte de Roucy) et Mahaut/Mathilde de Bommiers/de Beaumetz (x Guillaume VII Crespin du Bec). Marguerite dut recevoir la terre de Villebéon, puisqu'on la trouve ensuite aux mains du comte Simon de Roucy, † 1392, puis de son neveu le connétable Louis de Sancerre (vers 1342-1402 ; sa mère était Béatrice de Roucy, fille de Jean V et Marguerite de Bommiers, et sœur du comte Simon).
Villebéon est ensuite détenue aux XVe et XVIe siècles par la famille Amer de Palley, de Pleignes et Fromonville, : Pierre Ier Amer, fl. 1449, † 1484, auditeur et correcteur à la Chambre des Comptes, en fit l'acquisition en 1467, et dans des documents de juin et août 1540, Pierre et Simon Amer portent le titre de seigneur de Villebéon. Jacques de Pomereu, secrétaire des Finances, obtient le fief (par acquisition ou bien par un lien familial, par exemple en épousant une des filles de Pierre III Amer, Marie ou Madeleine Amer ?) puis le vend en 1617 au maréchal Louis de La Châtre, sire d'Egreville.
Désormais liées jusqu'à la Révolution, Egreville et Villebéon passent ensuite aux descendants du maréchal, dont la fille Louise-Henriette de La Châtre épouse Claude Pot de Rhodes (1617–1642) : Antoine-Philibert de La Tour marquis de Torcy (vers 1648-1721), époux de Marie-Elisabeth de L'Hospital (petite-fille paternelle du maréchal de Vitry et petite-fille maternelle de Claude Pot et Louise-Henriette de La Châtre), en rend l'aveu féodal (en fait l'hommage) en 1715 ; veuf sans enfant, il se remarie avec Anne-Marie-Geneviève Rouault de Gamaches (1685-1727 ; curieusement, tant Anne-Marie-Geneviève qu'Antoine-Philibert et que Marie-Elisabeth descendaient du maréchal Rouault de Gamaches), dont la famille va garder Egreville et Villebéon. Anne-Marie-Geneviève transmet à son frère Joachim Rouault de Gamaches (1786-1751), père de Nicolas-Aloph-Félicité, lui-même marié en 1763 à Justine-Josèphe Boucot de Dormans (1736-1793). Veuve héritière, cette dernière aborde la Révolution comme dernière dame d'Egreville et de Villebéon (Postérité de son 1er mariage en 1751 avec Antoine-Paul-Joseph Feydeau de Brou, né en 1731, fils de Paul-Esprit).

## Politique et administration

### Liste des maires
| Période                                  | Période  | Identité           | Étiquette | Qualité                           |
| ---------------------------------------- | -------- | ------------------ | --------- | --------------------------------- |
| Les données manquantes sont à compléter. |          |                    |           |                                   |
| mars 2001                                | 2008     | Nicole Couturier   |           | Retraitée                         |
| mars 2008                                | 2014     | Sylvain Guilhaumon |           |                                   |
| mai 2014                                 | 2020     | Christophe Ponsot  |           | Contrôleur des Finances Publiques |
| 2020                                     | En cours | Francis Plé        |           | Responsable des achats            |

## Équipements et services

### Eau et assainissement
L’organisation de la distribution de l’eau potable, de la collecte et du traitement des eaux usées et pluviales relève des communes. La loi NOTRe de 2015 a accru le rôle des EPCI à fiscalité propre en leur transférant cette compétence. Ce transfert devait en principe être effectif au 1er janvier 2020, mais la loi Ferrand-Fesneau du 3 août 2018 a introduit la possibilité d’un report de ce transfert au 1er janvier 2026,.

#### Assainissement des eaux usées
En 2020, la commune de Villebéon ne dispose pas d'assainissement collectif,.
L’assainissement non collectif (ANC) désigne les installations individuelles de traitement des eaux domestiques qui ne sont pas desservies par un réseau public de collecte des eaux usées et qui doivent en conséquence traiter elles-mêmes leurs eaux usées avant de les rejeter dans le milieu naturel. La commune assure le service public d'assainissement non collectif (SPANC), qui a pour mission de vérifier la bonne exécution des travaux de réalisation et de réhabilitation, ainsi que le bon fonctionnement et l’entretien des installations,.

#### Eau potable
En 2020, l'alimentation en eau potable est assurée par la commune qui gère le service en régie,,.
Les nappes de Beauce et du Champigny sont classées en zone de répartition des eaux (ZRE), signifiant un déséquilibre entre les besoins en eau et la ressource disponible. Le changement climatique est susceptible d’aggraver ce déséquilibre. Ainsi afin de renforcer la garantie d’une distribution d’une eau de qualité en permanence sur le territoire du département, le troisième Plan départemental de l’eau signé, le 3 octobre 2017, contient un plan d’actions afin d’assurer avec priorisation la sécurisation de l’alimentation en eau potable des Seine-et-Marnais. À cette fin a été préparé et publié en décembre 2020 un schéma départemental d’alimentation en eau potable de secours dans lequel huit secteurs prioritaires sont définis. La commune fait partie du secteur Bocage.

## Population et société

### Démographie
Les habitants sont appelés les Villebéonnais.

L'évolution du nombre d'habitants est connue à travers les recensements de la population effectués dans la commune depuis 1793. Pour les communes de moins de 10 000 habitants, une enquête de recensement portant sur toute la population est réalisée tous les cinq ans, les populations de référence des années intermédiaires étant quant à elles estimées par interpolation ou extrapolation. Pour la commune, le premier recensement exhaustif entrant dans le cadre du nouveau dispositif a été réalisé en 2004.

En 2022, la commune comptait 464 habitants, en évolution de −3,33 % par rapport à 2016 (Seine-et-Marne : +3,92 %, France hors Mayotte : +2,11 %).
| 1793 | 1800 | 1806 | 1821 | 1831 | 1836 | 1841 | 1846 | 1851 |
| ---- | ---- | ---- | ---- | ---- | ---- | ---- | ---- | ---- |
| 436  | 401  | 435  | 443  | 503  | 547  | 554  | 547  | 582  |

| 1856 | 1861 | 1866 | 1872 | 1876 | 1881 | 1886 | 1891 | 1896 |
| ---- | ---- | ---- | ---- | ---- | ---- | ---- | ---- | ---- |
| 585  | 565  | 636  | 630  | 608  | 600  | 578  | 553  | 521  |

| 1901 | 1906 | 1911 | 1921 | 1926 | 1931 | 1936 | 1946 | 1954 |
| ---- | ---- | ---- | ---- | ---- | ---- | ---- | ---- | ---- |
| 525  | 528  | 469  | 391  | 356  | 335  | 379  | 380  | 324  |

| 1962 | 1968 | 1975 | 1982 | 1990 | 1999 | 2004 | 2006 | 2009 |
| ---- | ---- | ---- | ---- | ---- | ---- | ---- | ---- | ---- |
| 308  | 234  | 253  | 303  | 356  | 406  | 455  | 466  | 456  |

| 2014 | 2019 | 2022 | - | - | - | - | - | - |
| ---- | ---- | ---- | - | - | - | - | - | - |
| 477  | 468  | 464  | - | - | - | - | - | - |

### Enseignement
Villebéon dispose d’une école primaire, située 1 rue de l'Église.
Cet établissement public, inscrit sous le code UAI (Unité administrative immatriculée) : 0770512N, comprend 66 élèves  (chiffre du Ministère de l'Éducation nationale).
Il ne dispose pas d’un restaurant scolaire.
La commune dépend de l'Académie de Créteil ; pour le calendrier des vacances scolaires, Villebéon est en zone C.

## Économie

### Revenus de la population et fiscalité
En 2017, le nombre de ménages fiscaux de la commune était de 188, représentant 488 personnes et la  médiane du revenu disponible par unité de consommation  de 22 020 euros.

### Emploi
En 2017, le nombre total d’emplois dans la zone était de 49, occupant 183 actifs  résidants.
Le taux d'activité de la population (actifs ayant un emploi) âgée de 15 à 64 ans s'élevait à  66 % contre un taux de chômage de 8,6 %.
Les 25,4 % d’inactifs se répartissent de la façon suivante : 10,5 % d’étudiants et stagiaires non rémunérés, 6,7 % de retraités ou préretraités et 8,2 % pour les autres inactifs.

### Entreprises et commerces
En 2015, le nombre d'établissements actifs était de 49 dont 9 dans l'agriculture-sylviculture-pêche, 4 dans l’industrie, 6 dans la construction, 25 dans le commerce-transports-services divers et 5  étaient relatifs au secteur administratif.
Ces établissements ont pourvu 34 postes salariés.

### Agriculture
Villebéon est dans la petite région agricole dénommée la « Bocage gâtinais », à l'extrême sud du département. En 2010, l'orientation technico-économique de l'agriculture sur la commune est la culture de céréales et d'oléoprotéagineux (COP).
Si la productivité agricole de la Seine-et-Marne se situe dans le peloton de tête des départements français, le département enregistre un double phénomène de disparition des terres cultivables (près de 2 000 ha par an dans les années 1980, moins dans les années 2000) et de réduction d'environ 30 % du nombre d'agriculteurs dans les années 2010. Cette tendance se retrouve au niveau de la commune où le nombre d’exploitations est passé de 11 en 1988 à 7 en 2010. Parallèlement, la taille de ces exploitations augmente, passant de 63 ha en 1988 à 116 ha en 2010.
Le tableau ci-dessous présente les principales caractéristiques des exploitations agricoles de Villebéon, observées sur une période de 22 ans :
|                                      | 1988 | 2000 | 2010 |
| ------------------------------------ | ---- | ---- | ---- |
| Dimension économique,                |      |      |      |
| Nombre d’exploitations (u)           | 11   | 10   | 7    |
| Travail (UTA)                        | 17   | 8    | 8    |
| Surface agricole utilisée (ha)       | 697  | 702  | 811  |
| Cultures                             |      |      |      |
| Terres labourables (ha)              | 688  | 693  | 804  |
| Céréales (ha)                        | 516  | 450  | 513  |
| dont blé tendre (ha)                 | 341  | 329  | 343  |
| dont maïs-grain et maïs-semence (ha) | 59   | s    | 27   |
| Tournesol (ha)                       | 62   | 47   | 10   |
| Colza et navette (ha)                | 47   | 71   | 188  |
| Élevage                              |      |      |      |
| Cheptel (UGBTA)                      | 43   | 11   | 17   |

## Culture locale et patrimoine

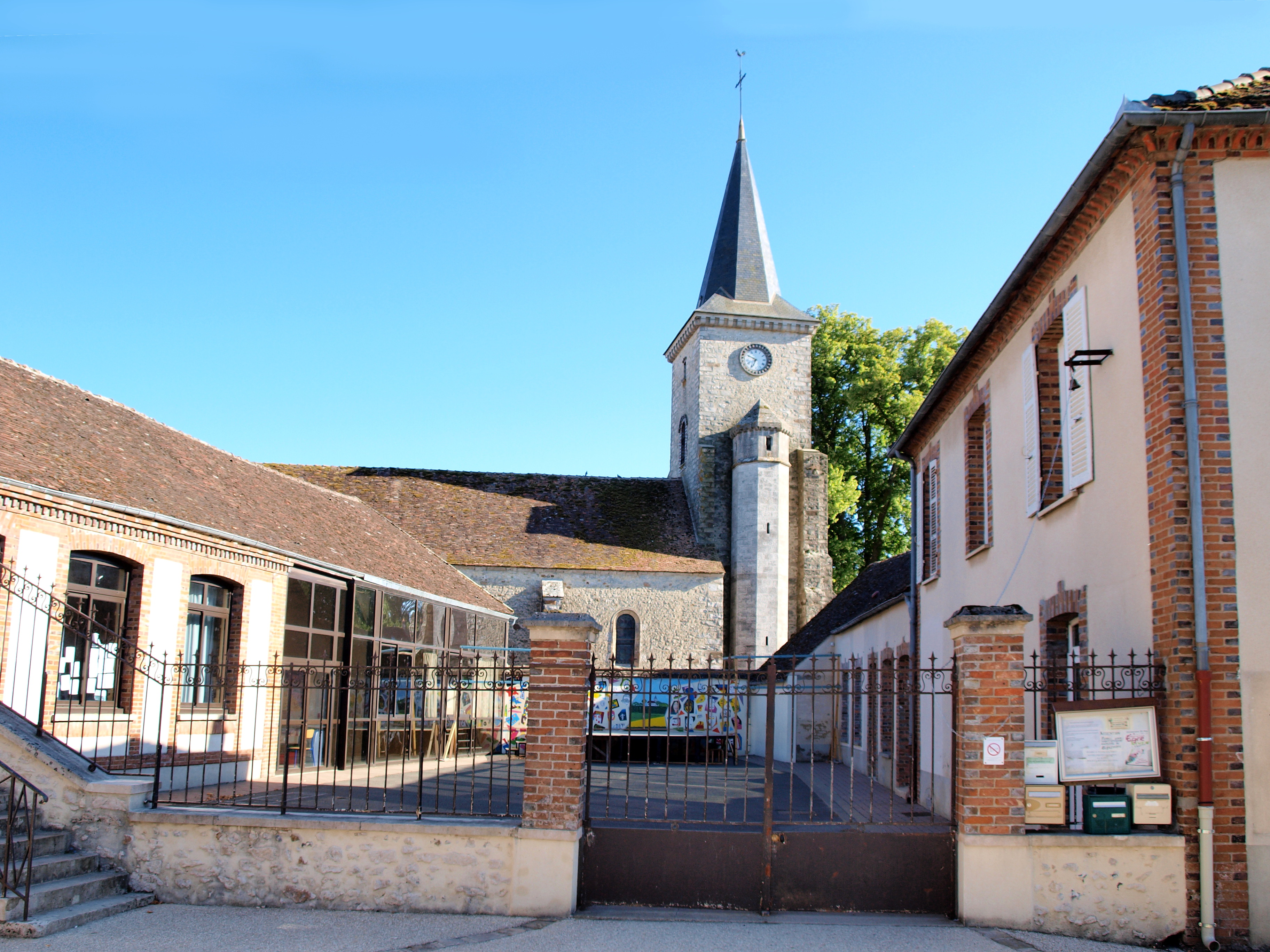
L'école et l'église Sainte-Avoye.

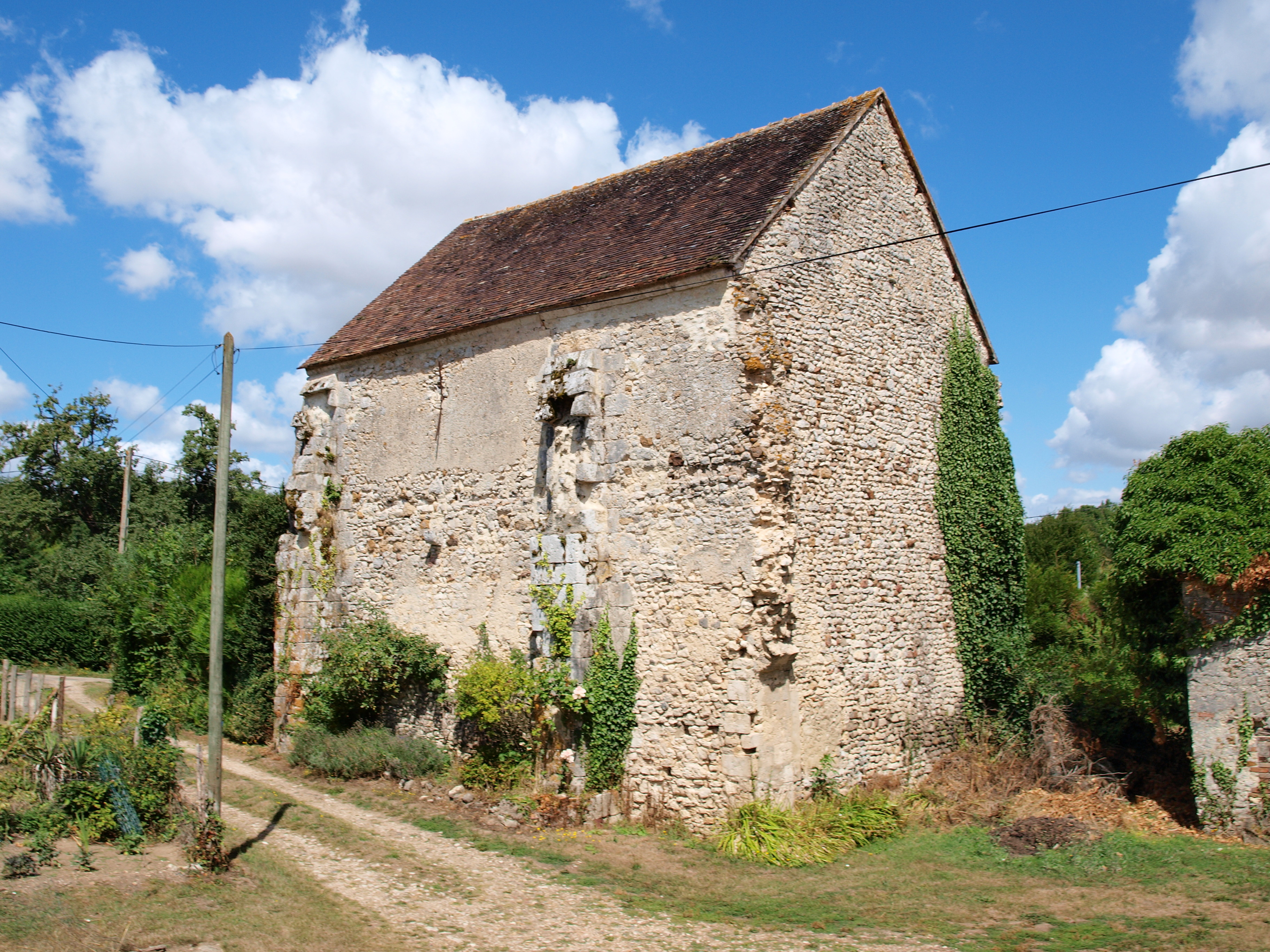
La chapelle Saint-Laurent de Passy.

### Lieux et monuments
- L'église Sainte-Avoye.
- Chapelle Saint-Laurent de Passy, XIIe siècle.48° 12′ 22″ N, 2° 54′ 43″ E

### Personnalités liées à la commune
- Francis Claude (1905-1989), acteur, scénariste, parolier et directeur artistique, mort dans la commune où il possédait une maison.

### Héraldique
| Blason de Villebéon | Blason  | De sinople à trois jumelles d'argent. |
| Blason de Villebéon | Détails |                                       |